# الڭوزات
الڭوزات قرية مغربية أمازيغية شمال المملكة، تنتمي إلى إقليم تازة الساحلي، شرقي مدينة فاس، تضم بلدة الڭوزات 7.710 نسمة (إحصاء 2004).